# 리키 휘틀
리처드 "리키" 휘틀(영어: Richard "Ricky" Whittle, 1981년 12월 31일 ~ )은 잉글랜드 출신의 배우이다. 영국 연속극 《드림팀》에서 라이언 역과 《홀리오크스》에서 캘빈 밸런타인 역으로 주역을 맡은 뒤, 미국으로 건너가 드라마 《원 헌드레드》에서 링컨 역으로 출연하였다. 《신들의 전쟁》에서 주인공 섀도 문 역으로 출연한다.

## 출연작 목록

### 텔레비전 드라마
| 연도    | 제목        | 원제          | 배역              | 비고                   |
| ------- | ----------- | ------------- | ----------------- | ---------------------- |
| 2002-07 | 드림팀      | Dream Team    | 라이언 네이스미스 | 주역                   |
| 2006-11 | 홀리오크스  | Hollyoaks     | 캘빈 밸런타인     | 주역                   |
| 2012    | 싱글 레이디 | Single Ladies | 찰스              | 8회분 출연             |
| 2013    | NCIS        | NCIS          | 링컨              | "Detour" 에피소드 출연 |
| 2014-16 | 원 헌드레드 | The 100       | 링컨              | 주역                   |
| 2014    | 미스트리스  | Mistresses    | 대니얼 저모라     | 10회분 출연            |
| 2017    | 신들의 전쟁 | American Gods | 섀도              | 주인공                 |

### 영화
| 연도 | 제목           | 원제        | 배역 | 비고 |
| ---- | -------------- | ----------- | ---- | ---- |
| 2024 | 랜드 오브 배드 | Land of Bad | 비숍 |      |